# Масалыкин, Иван Григорьевич
Иван Григорьевич Масалыкин (1927 — 2 сентября 1942) — юный герой-пионер Великой Отечественной войны, расстрелян фашистами в сентябре 1942 года.
Родился в 1927 году в станице Новопокровская Северо-Кавказского края. В раннем детстве мальчик потерял родителей: во время коллективизации отец был убит, а позже умерла и мать. Ребёнок находился в семье Караченцевых, у дальней родственницы матери — бабушки Марфы. С 1938 по 1941 годы учился в местной школе. В начале Великой Отечественной войны успел завершить обучение в шестом классе.
Иван Масалыкин в августе 1942 года, когда немецко-фашистские войска заняли станицу Новопокровскую, пытался выйти на связь с партизанским отрядом, действовавшим в окрестных лесах. Иван трезво осознавал всю тяжесть положения при оккупации. В первые дни своего пребывания немцы ограбили двор бабушки Марфы и жестоко избили её, от чего она через несколько дней скончалась. Объединившись с несколькими местными ребятами, Масалыкин выводил из строя гитлеровские автомобили, прокалывал шины, похищал и прятал оружие: автоматы, патроны, гранаты. Чтобы затруднить фашистам передвижение, группа мальчишек перепутывала указатели дорог на столбе.
Секретарь подпольной организации станицы Новопокровской Анисим Капитонович Мезенцев отмечал:
```
«Стало заметно, что немцы терпят крах под Сталинградом и на Кавказ драпают. Мы, ребят настраивали все их знаки, определяющие направления движения войск, переставлять, что создавало трудности для маневрирования. Ваня Масалыкин при выполнении работы был захвачен и расстрелян».
```

По некоторым данным, арестовали Ивана случайно. С Владимиром Турлянским они ловили раков у Соловьева моста. На обратном пути решили идти огородами. Местный житель, заметив их, начал обвинять в воровстве помидоров, хотя юноши ничего не трогали. Дальше доложил в полицию. Помочь Ване избежать ареста никто не попытался. Его допрашивал сам комендант Карл Юнг. Мальчика пытали, избивали. Ночью 2 сентября 1942 года пионера-героя вывели во двор пожарной команды и заставили выкапывать могилу. Комендант лично желал убить дезертира, но сделать этого не смог, так как Ваня прямо смотрел в глаза фашисту. Масалыкина расстреляли, направив выстрел в затылок.
Указом Президиума Верховного Совета СССР от 1 мая 1944 года Иван Масалыкин был награждён медалью «За оборону Кавказа» с формулировкой: «…партизан-одиночка, оперировал в тылу врага в станице Новопокровской Новопокровского района Краснодарского края. Расстрелян немцами».
Пионера-героя похоронили на территории тубсанаторского парка станицы Новопокровской. В августе 1967 года было принято решение останки перезахоронить в братскую могилу в мемориале станицы Новопокровской.

## Память
- Установлена мемориальная доска на месте расстрела Ивана.
- Об отважном герое написаны очерки, книги, стихи. Одна из книг — «Судьба пионера» (Кропоткин, 2018) — написана односельчанином Вани А. Масловым.
- В 2017 году имя Вани Масалыкина было названо в числе лауреатов общественно-государственного проекта «Поисково-просветительская экспедиция „Имя Кубани“» в номинации «Молодое имя Кубани» от Новопокровского района (посмертно).